# کریستوفر مالکی
کریستوفر مالکی (به انگلیسی: Christopher Maleki) (زاده ۲۶ فوریهٔ ۱۹۶۴) بازیگر آمریکایی است.
از فیلم‌های معروف او می‌توان به بازی در کمتر از صفر اشاره کرد.